# تيم الكسندر (موسيقي)
تيم الكسندر (بالإنجليزية: Tim Alexander)‏ هو موسيقي وطبال أمريكي، ولد في 10 أبريل 1965 في Marine Corps Air Station Cherry Point ‏ في الولايات المتحدة.

## وصلات خارجية
- تيم الكسندر على موقع ميوزك برينز (الإنجليزية)
- تيم الكسندر على موقع ديسكوغز (الإنجليزية)